# Kia

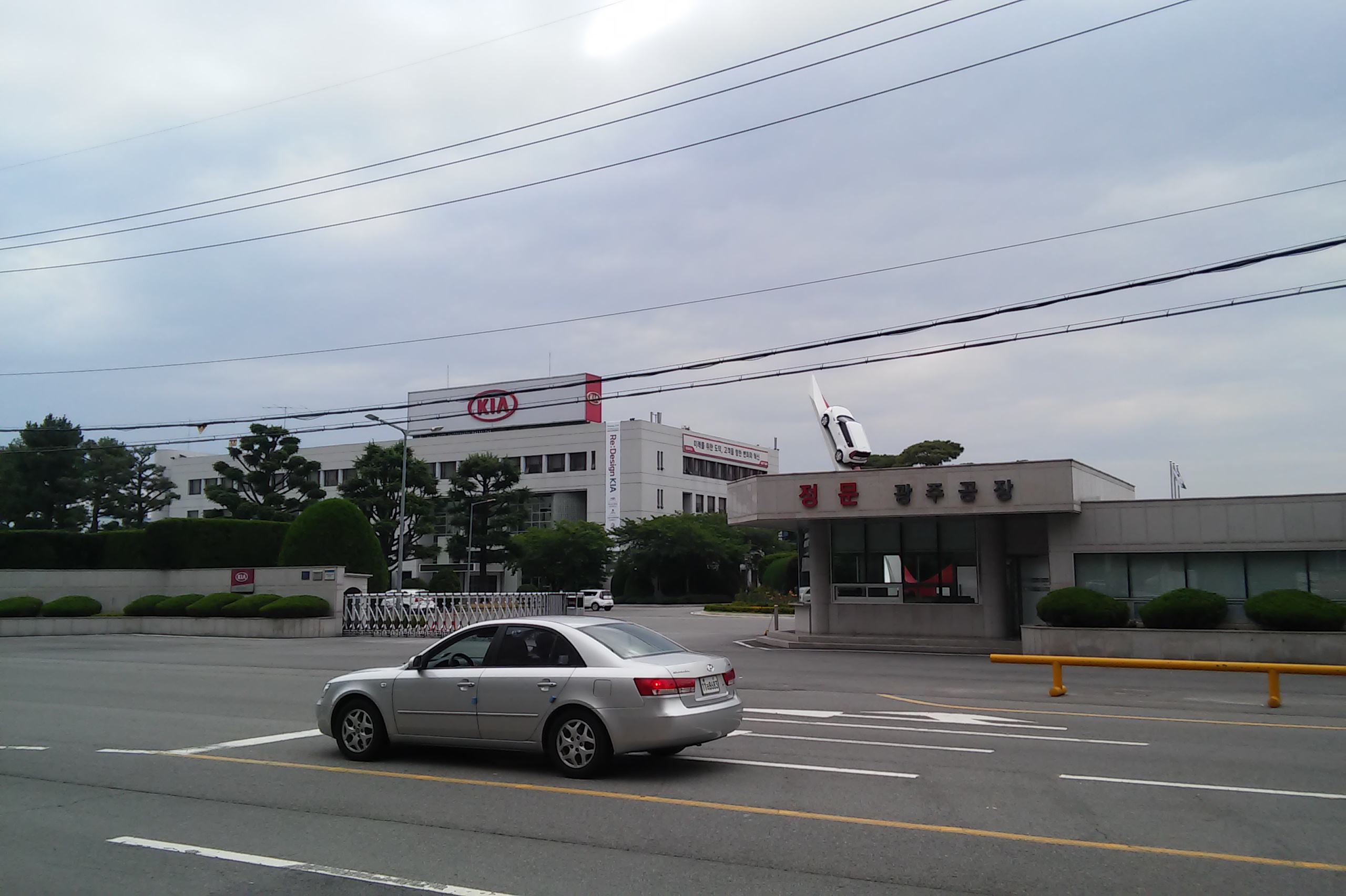
Завод KIA Motors у Кванджу, Південна Корея

Kiа Соrроrаtiоn (вимовляється Кіа корпорейшн; кор. 기아; раніше відома як Kyungsung Precision Industry (京城精密工業) і Kia Motors Corporation) — корейська автомобілебудівна компанія, другий автовиробник у Південній Кореї і сьомий у світі. 
Офіційний слоган компанії — «Movement that inspires».

## Історія
Заснована 1944 року, входила до групи (чеболь) Kia Group, з якої була виділена в 2003 році. Спочатку компанія називалася KyungSung Precision Industry, і тільки в 1951 році отримала найменування KIA Industries. Основним напрямком діяльності було створення індивідуальних засобів пересування — велосипедів і мотоциклів. Випуск вантажних і легкових машин був налагоджений тільки в 70-х. Мільйонний автомобіль зійшов з конвеєра в 1988 році. У 1990 році компанія отримала нову назву — Kia Motors Inc.
В 1998 році компанія занурилася у фінансову кризу, викликану різким скороченням продажів. Результатом цього стала втрата самостійності: Kia Motors була придбана корейською автомобілебудівною компанією Hyundai Motor. У 1999 році була створена група Hyundai Kia Automotive Group.
З 2005 року Kia зосередилася на європейському ринку та визначила дизайн своїм «основним двигуном майбутнього зростання», що призвело до наймання Петера Шрайєра в 2006 році на посаду головного дизайнера  та його подальшого створення нової корпоративної решітки, відомої як «Ніс тигра».  
У жовтні 2006 року компанія Kia Motors America почала будівництво Kia Motors Manufacturing Georgia у Вест-Пойнті, штат Джорджія, інвестиції в яку склали 1 мільярд доларів США.  Kia Motors Manufacturing Georgia відкрився в лютому 2010 року, після того, як Kia зафіксувала свій 15-й рік поспіль збільшення частки ринку США. 
На початку 2021 року Kia почала використовувати кутовий логотип зі словом «KIA». 
Пікап Kia Tasman дебютував на міжнародному автосалоні в Джидді в Саудівській Аравії 29 жовтня 2024 року. 
Назва KIA розшифровується як «Вийти з Азії на весь світ».

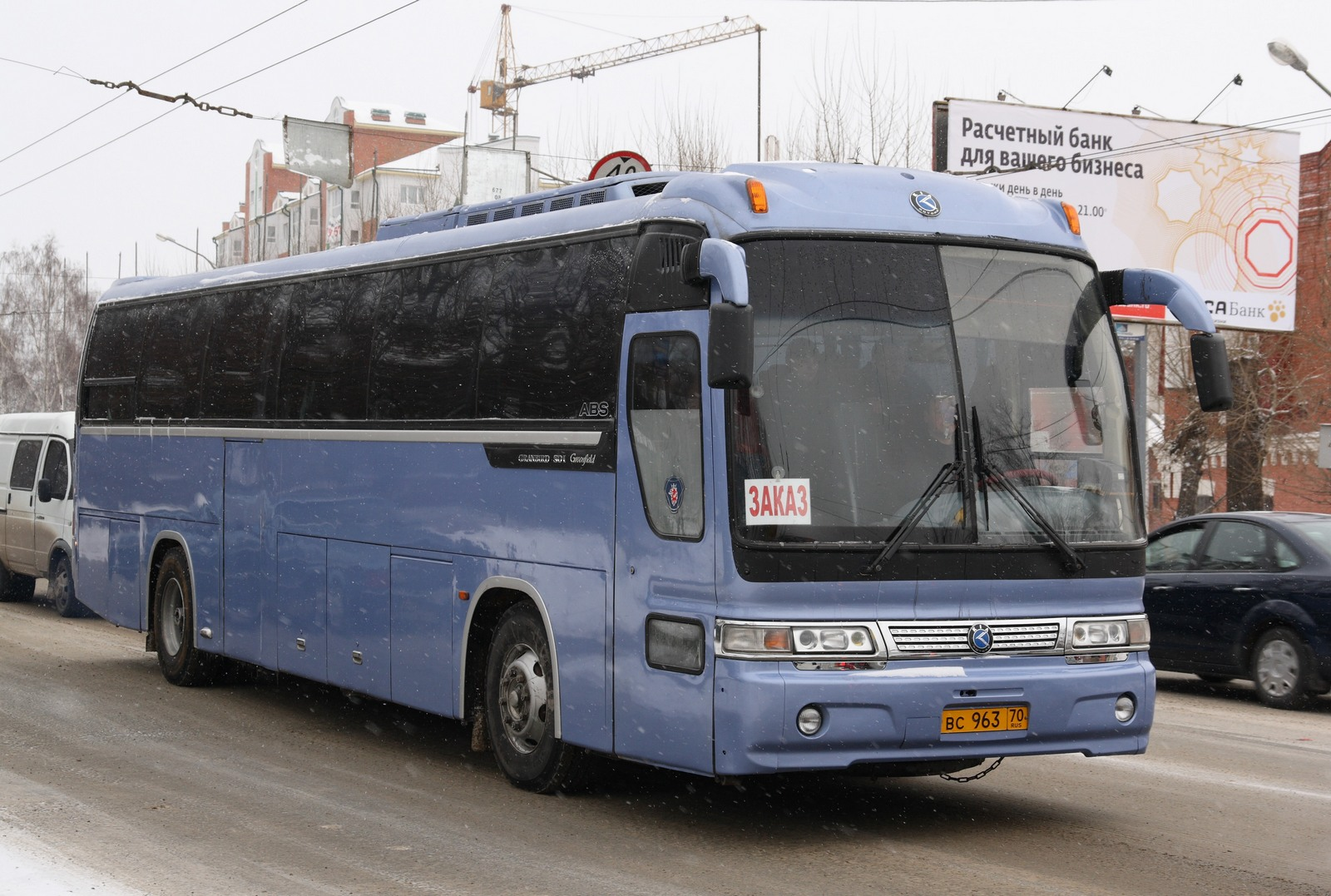
Kia Granbird

## Власники і керівництво
Компанія входить в Hyundai Kia Automotive Group. Акціонери: Hyundai Motor (38,67 %), Credit Suisse Financial (8,23 %), співробітники компанії (7,14 %), Hyundai Capital (1,26 %). Капіталізація на Корейської біржі на початок березня 2008 року — $ 3,6 млрд.

## Діяльність
Компанії належить ряд автозаводів у Південній Кореї, Північній та Південній Америці, Європі, Китаї, Індії та ін. У грудні 2006 року розпочав роботу автомобільний завод в Словаччині (Жиліна) — «Kia Motors Slovakia». У 2009 році був запущений завод в США (Вест-Пойнт, Джорджія) потужністю 300 000 автомобілів на рік. З 2005 до травня 2009 автомобілі KIA вироблялися методом SKD на Луцькому автомобільному заводі, а з травня 2009 — на філії Запорізького автомобілебудівного заводу.

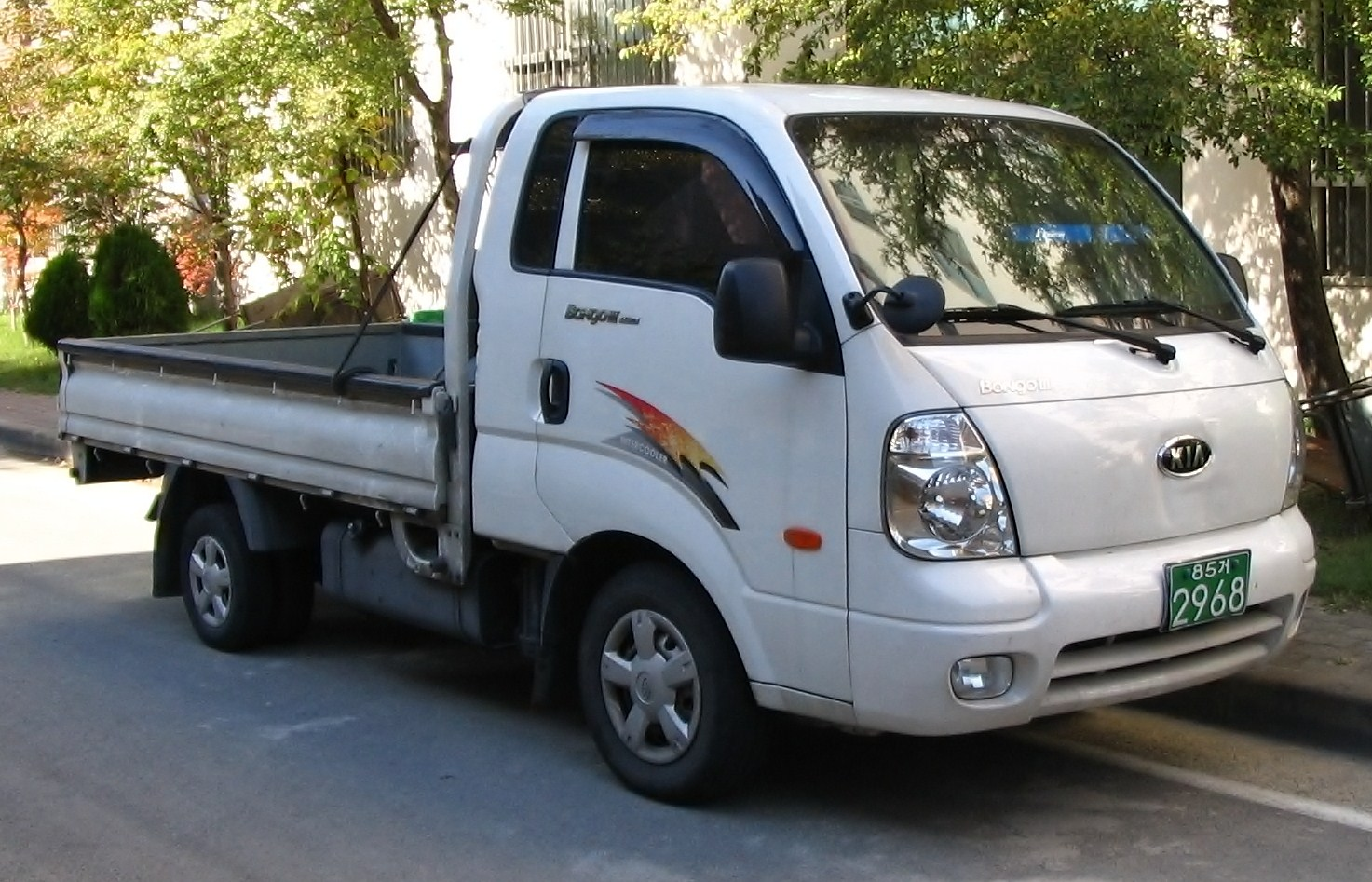
Kia Bongo IV

Автомобілі компанії продаються в 5000 автосалонів по всьому світу. Дистриб'юторська мережа KIA Motors охоплює більше 190 країн.
В 2007 у обсяг продажів компанії склав 1286299 легкових автомобілів і 81 040 легких комерційних вантажівок. Виручка за 2006 рік — $ 21,6 млрд (у 2005 році — $ 16,5 млрд), чистий збиток — $ 317 млн (у 2005 році — чистий прибуток $ 700 400 000).

### KIA в Україні
Офіційним та ексклюзивним дистриб'ютором Kia Motors Corporation в Україну є ТОВ «Фалькон-Авто». Історія бренду «Kia» в Україні почалася ще у 1996 році. Компанія зростала, розвивалася і вже до 2005 року впевнено заявила про себе як про серйозного, сильного гравця на українському автомобільному ринку. На сьогодні KIA входить в ТОП-5 автомобільних брендів України.
На сьогоднішній день компанія має широку дилерську мережу — по всій території Україні функціонує близько 60 автосалонів. Мережа постійно поповнюється новими салонами, дозволяючи своїм клієнтам мати можливість придбати автомобіль Kia в будь-якій точці України. Дилери постійно нарощують свої потужності, розширюють спектр і підвищують якість послуг як при оформленні покупки, так і при сервісному обслуговуванні. Умови покупки покращує партнерство дилерів з банками та страховими компаніями.

## Основні виробничі підрозділи компанії

### У Південній Кореї
- Kia Motors Corporation. Штаб-квартира компанії розташована в районі Сеочо-гу Сеула. До компанії входять розташовані в Південній Кореї підрозділи:[8]
  - Нам'янський дослідницький і проектний центр (англ. Namyang R&D Center), розташований у Хвасоні (колишній Нам'ян) у провінції Кьонгі, який включає:
    - дизайнерський центр;
    - проектний і дослідницький центр силових передач;
    - центр аеродинамічних випробувань із аеродинамічною трубою;
    - випробувальний полігон тощо.

  - Еко-технологічний дослідницький інститут, розташований у Мабуку.

Основні заводи Kia Motors Corporation у:
  - Сохарі (Кванмьон), провінція Кьонгі;
  - Хвасон, провінція Кьонгі;
  - Сосан, провінція Південна Чхунчхон.
  - Кванджу.
- KIA Precision (спеціальна та військова техніка). Штаб-квартира та основні виробничі потужності розташовані у Сонсан-дон, Чханвон, провінція Південна Кьонсан.

### У світі
- Kia Motors America. Штаб-квартира розташована в м. Ірвайн, штат Каліфорнія. До компанії входять розташовані в США підрозділи:
  - Американський дизайнерський центр KIA (англ. Kia Design Center America), Ірвайн, штат Каліфорнія;
  - Технічний центр KIA, (англ. KIA Technical Center), Чино, штат Каліфорнія;
  - Американський технічний центр, (англ. America Technical Center), містечко Суперіор, штат Мічиган;
  - Каліфорнійський випробувальний полігон, (англ. Califonia Prooving Ground), пустеля Мохаве.
  - Завод Kia Motors Manufacturing Georgia Inc (KMMG) розташований у містечку Вест-Пойнт, штат Джорджія.
- Kia Motors Mexico S.A. De C.V. Штаб-квартира та завод «Monterrey Plant» (KMMX) розташовані в муніципалітеті Пескверія, що недалеко від м Монтеррей, штат Нуево-Леон.
- Kia Motors Ecuador (Aymesa/Kia Motors). Штаб-квартира та основні виробничі потужності розташовані в Кіто (завод «Aymesa», SKD з 1999 обмеженими серіями).
- Kia Motors Do Brasil Ltda. Штаб-квартира та основні виробничі потужності розташовані в * Жундіаї, штат Сан-Паулу.
- KIA Motors Uruguay Corp. S.A. Штаб-квартира та основні виробничі потужності розташовані в Монтевідео.
- KIA Motors Maroc Штаб-квартира та основні виробничі потужності розташовані в Касабланка (виробництво припинене).
- Yueda Kia Motor Co., Ltd Штаб-квартира та основні виробничі потужності розташовані в Яньчен, провінція Цзянсу.
- Kia Motors Europe. Штаб-квартира розташована в м. Франкфурт. До компанії входять розташовані в Німеччині підрозділи:
  - Європейський дизайнерський центр KIA (англ. Kia Design Center Europe), Франкфурт;
  - Європейський технічний центр (англ. Europe Technical Center), Рюссельсгайм;
  - Завод KIA Motors Deutschland GmbH розташований у м. Франкфурт.
- KIA Motors Slovakia s.r.o. Штаб-квартира та основні виробничі потужності розташовані в м. Жиліна.
- KIA Motors Company Italy S.r.l. Штаб-квартира та основні виробничі потужності розташовані в м. Мілан.

## Моделі
- Kia Picanto
- Kia Carens
- Kia Carnival
- Kia Ceed
- Kia Ceed SW
- Kia K3
- Kia K4
- Kia K5
- Kia K8
- Kia K9
- Kia Sonet
- Kia Seltos
- Kia Soul
- Kia XCeed
- Kia Sportage
- Kia Sorento
- Kia Telluride
- Kia EV3
- Kia EV4
- Kia EV5
- Kia EV6
- Kia EV9
- Kia PV5